# ماريو سواريز
 ماريو ألبيرتو نوبري لوبيز سواريز  (برتغالية:Mário Alberto Nobre Lopes Soares) (ولد 7 ديسمبر 1924 - 7 يناير 2017) هو سياسي برتغالي، شغل منصب رئيس البرتغال السابع عشر للجمهورية لمدة 10 سنوات منذ سنة 1986 حتى سنة 1996، وقبل ذلك كان رئيساً للوزراء مرتين. كما قام بتأسيس الحزب الإشتراكي البرتغالي في 19 أبريل 1973.

## روابط خارجية
- ماريو سواريز على موقع IMDb (الإنجليزية)
- ماريو سواريز على موقع الموسوعة البريطانية (الإنجليزية)
- ماريو سواريز على موقع مونزينجر (الألمانية)
- ماريو سواريز على موقع إن إن دي بي (الإنجليزية)
- ماريو سواريز على موقع قاعدة بيانات الفيلم (الإنجليزية)